# Charles Francis Potter
Le révérend Charles Francis Potter (28 octobre 1885 - 4 octobre 1962) est un ministre, théologien et auteur unitarien américain.
En 1923 et 1924, il se fait connaître au niveau national grâce à une série de débats avec le Dr. John Roach Straton, un chrétien fondamentaliste,. Ils publient quatre volumes intitulés The Battle Over the Bible, Evolution versus Creation, The Virgin Birth-Fact or Fiction? et Was Christ Both Man and God?,.

## Procès Scopes
En 1925, il est conseiller en matière de Bible auprès de Clarence Darrow pour la défense de John Thomas Scopes, un instituteur chargé d'enseigner l'évolution dans ses classes.

## Éducation
Il est né à Marlborough, dans le Massachusetts, où son père était ouvrier dans une usine de chaussures, et a fait ses études à l'Université Bucknell, à l'Université Brown et à l'institut théologique de Newton.
Il a commencé sa carrière comme pasteur baptiste et ses opinions théologiques libérales l'ont amené à démissionner de son ministère et à se convertir à l'unitarisme en servant dans plusieurs congrégations avant d'être appelé à l'Église unitarienne du West Side à New York en 1920. Cependant, il a démissionné de son poste en 1925 parce que, explique-t-il, même une chaire libérale ne permettait pas toute la liberté d'expression nécessaire. L'année suivante, il a pris un poste de professeur de religion comparative au Antioch College.

## Humanisme
En 1927, Potter retourne au ministère à l'Église de la Paternité Divine, une congrégation universaliste de l'Upper West Side de Manhattan. En 1929, ses idées progressistes l'amènent à démissionner de son poste et à fonder la First Humanist Society of New York, dont le conseil consultatif comprend Julian Huxley, John Dewey, Albert Einstein et Thomas Mann. Avec Dewey, Potter fut l'un des 34 premiers signataires du premier Manifeste humaniste en 1933,,.
"L'humanisme n'est pas l'abolition de la religion", a déclaré M. Potter, "mais le début de la vraie religion. En libérant la religion du surnaturalisme, elle libérera d'énormes réserves de pouvoir jusqu'ici contrarié. L'homme a attendu trop longtemps que Dieu fasse ce que l'homme doit faire lui-même et est pleinement capable de le faire". Ce devait être, disait-il, "une religion de bon sens; et la principale finalité de l'homme est de s'améliorer, à la fois en tant qu'individu et en tant que race".

## Justice sociale
Potter est devenu un ardent défenseur de la réforme sociale, faisant vigoureusement campagne contre la peine capitale, promouvant les "lois sur le divorce civil" et soutenant le contrôle des naissances et les droits des femmes. Il est également le fondateur, en 1938, de l'Euthanasia Society of America, qui contribue à soulever la question de l'euthanasie auprès du public américain.

## Ouvrages
- Charles Francis Potter, The story of religion as told in the lives of its leaders, Londres: Harrap, 1930 (lire en ligne)
- Charles Francis Potter et Clara Cook Potter, Humanism : a new religion, New York: Simon & Schuster, 1930 (lire en ligne)
- Charles Francis Potter, Is that in the Bible?, Garden City, 1933 (lire en ligne)
- Charles Francis Potter, Humanizing religion, New York: Harper and Brothers, 1933 (lire en ligne)
- Charles Francis Potter, Technique of happiness, New York: Macaulay, 1935 (lire en ligne)
- Charles Francis Potter, Beyond the senses, New York: Doubleday, Doran, 1939 (lire en ligne)
- Charles Francis Potter, Creative personality : the next step in evolution, New York:Funk and Wagnalls, 1950 (lire en ligne)
- Charles Francis Potter, The Preacher and I : an autobiography, New York: Crown, 1951 (lire en ligne)
- Charles Francis Potter, The faiths men live by, New York: Prentice-Hall, 1954 (lire en ligne)
- Charles Francis Potter, The great religious leaders, New York: Simon and Schuster, 1958 (lire en ligne)
- Charles Francis Potter, The lost years of Jesus revealed—from the Dead Sea scrolls and the Nag-Hamadi discoveries, New York: Ballantine, 1962 (ISBN 0-449-13039-8, lire en ligne)
- Charles Francis Potter, Tongue tanglers, Cleveland: World Publishing, 1962 (lire en ligne)